# كانر كافلان
كانر كافلان (بالهولندية: Caner Cavlan) هو لاعب كرة قدم هولندي من أصل تركي يلعب في مركز الظهير الأيسر ولد في يوم 5 فبراير 1992 في مدينة دوتينخيم في هولندا، يلعب حالياً مع نادي هيرنفين وسبق له اللعب مع نادي دي غرافشاب، يبلغ طول اللاعب 175 سم.

## روابط خارجية
- كانر كافلان على موقع اتحاد تركيا (لاعب) (الإنجليزية)
- كانر كافلان على موقع قاعدة بيانات كرة القدم.إي يو (الإنجليزية)
- كانر كافلان على موقع Soccerway.com (الإنجليزية)
- كانر كافلان على موقع عالم كرة القدم.نت (الإنجليزية)